# Bjørg Vik
Pour les articles homonymes, voir Vik (homonymie).
Bjørg Vik, née le 11 septembre 1935 et morte le 7 janvier 2018, est une romancière, nouvelliste, dramaturge et journaliste norvégienne.

## Biographie
Bjørg Turid Vik est née à Oslo, en Norvège. Ses parents sont Sverre Thorbjørn Johansen (1903–1958) et Anna Sofie Marcussen (1902–1987). Elle grandit dans le quartier de St. Hanshaugen à Oslo. Elle termine l'examen artium à l'école Hegdehaugen en 1954 et fréquente l'Académie des journalistes d'Oslo de 1955 à 1956.
De 1956 à 1960, elle est journaliste pour le journal Porsgrunns Dagblad (en). Elle fait ses débuts littéraires en 1963 avec le recueil de nouvelles Søndag ettermiddag. D'autres recueils sortent dans les années 1960 : Nødrop fra en myk sofa (1966) et Det grådige hjerte (1968). Elle écrit également cinq romans. Entre 1988 et 1994, elle publie la trilogie de romans semi-autobiographique Elsi Lund sur l'adolescence et la maturité dans l'Oslo d'après-guerre. La trilogie se compose de Små nøkler store rom (1988), Poplene på St. Hanshaugen (1991) et Elsi Lund (1994). Vik publie également une série de pièces de théâtre et de livres pour enfants. Ses œuvres ont été traduites en près de 30 langues,.
En 1957, elle épouse l'architecte Hans Jørgen Vik (1927-1995). Elle est cofondatrice du magazine féministe Sirene (en) (1973-1983).

## Récompenses
Bjørg Vik reçoit le prix de littérature de la société Riksmål (en) en 1972, le prix Aschehoug (en) en 1974 et le Prix de littérature des critiques norvégiens (en) en 1979 pour les nouvelles de En håndfull lengsel. Elle reçoit le prix Cappelen en 1982, qu'elle partage avec Jahn Otto Johansen (en), ainsi que le prix Dobloug en 1987 et le prix Ibsen (en) en 1991,,.